# Политическое насилие в Турции (1976―1980)
Политическое насилие в Турции стало серьезной социальной проблемой в конце 1970-х годов и некоторые наблюдатели даже считают его «вооружённым конфликтом низкой интенсивности». На противоборствующих сторонах выступали эскадроны смерти турецких правых ультранационалистических групп, иногда связанных с правительством, и группы левой оппозиции. В результате столкновений погибло около пяти тысяч человек, при этом большинство из них были левыми. Уровень насилия в турецком обществе некоторое время снижался после государственного переворота 1980 года, пока в 1984 году в стране вновь не разразился курдско-турецкий конфликт.

## Предыстория
В 1975 году Сулейман Демирель, председатель консервативной Партии справедливости (тур. Adalet Partisi, AP) сменил Бюлента Эджевита, президент социал-демократической Республиканской народной партии (тур. Cumhuriyet Halk Partisi, CHP), на посту премьер-министра Турции. Демирель сформировал коалицию „Националистический фронт“ (тур. Milliyetçi Cephe)» с исламистской Партией национального спасения (тур. Millî Selamet Partisi, MSP) Эрбакана и крайне правой Партией националистического движения (тур. Milliyetçi Hareket Partisi, MHP) Алпарслана Тюркеша. MHP использовала эту возможность, чтобы проникнуть в ряды государственной службы безопасности, тем самым серьезно усугубив конфликт, который вёлся между враждующими группировками.
Выборы 1977 года не определили безусловного победителя. Сначала Демирель продолжил коалицию с Националистическим фронтом, но в 1978 году Эджевиту удалось снова прийти к власти с помощью некоторых депутатов, которые перешли от одной партии к другой. В 1979 году Демирель снова стал премьер-министром. В конце 1970-х годов Турция находилась в нестабильной ситуации с нерешёнными экономическими и социальными проблемами. В стране происходили забастовки, а Великое Национальное Собрание Турции не смогло избрать президента в течение шести месяцев, предшествовавших государственному перевороту. С 1968 по 1969 год пропорциональное представительство затрудняло формирование какого-либо парламентского большинства. Интересы промышленной буржуазии, которая владела крупнейшими холдингами страны, противостояли другим социальным классам, таким как мелкие промышленники, торговцы, землевладельцы, чьи интересы не всегда совпадали между собой. Многочисленные сельскохозяйственные и промышленные реформы, требуемые представителями высшего среднего класса, были заблокированы другими.

## Цепь событий
Беспрецедентное политическое насилие вспыхнуло в Турции в конце 1970-х годов. Общее число погибших в 1970-х годах оценивается в 5 000 человек: то есть каждый день в среднем гибли не менее десяти человек. Большинство убитых были членами левых и правых политических организаций, которые тогда были вовлечены в ожесточённые бои. Ультранационалистические Серые волки, молодёжная организация МХП, утверждали, что они поддерживают силы безопасности страны. По данным британского журнала Searchlight, в 1978 году было совершено 3 319 нападений фашистов, в результате которых 831 человек был убит и ещё 3121 человек ранен. В ходе судебного процесса над левой организации Devrimci Yol (Революционный путь), проходившего в Военном суде Анкары, обвиняемые перечислили 5388 политических убийств перед военным переворотом. Среди жертв было 1296 правых и 2109 левых. Политические симпатии прочих не могут быть чётко идентифицированы. Среди самых крупных инцидентов с насилием выделяются бойня в Бахчелиевлере в 1978 году, бойня на площади Таксим в 1977 году с 35 жертвами и резня в Мараше в 1978 году с более чем 100 жертвами. Военное положение в стране было объявлено после резни в Мараше в 14 из (тогдашних) 67 провинций в декабре 1978 года. Во время переворота военное положение было распространено ещё на 20 провинций.
Эчевит был предупрежден о приближающемся перевороте в июне 1979 года Нури Гюндешем из Национальной разведывательной организации. Затем Эджевит передал информацию своему министру внутренних дел Ирфану Озайдынлы, который сообщил о ней Седату Джеласуну ― одному из пяти генералов, которые будут руководить переворотом.

## Курдский сепаратизм
Правые группы были настроены против курдского сепаратизма. Значительное число курдов было частью левых групп, хотя большинство левых были также турецкими националистами и противниками сепаратизма.